# Тилл, Даррен
Даррен Тилл (англ. Darren Till; род. 24 декабря 1992, Ливерпуль) — английский боец смешанного стиля, представитель средней и полусредней весовых категорий. Выступает на профессиональном уровне начиная с 2013 года, известен прежде всего по участию в турнирах бойцовской организации UFC, был претендентом на титул чемпиона UFC в полусреднем весе. Занимал 15-ю строчку официального рейтинга UFC в среднем весе. С 2024 года выступает в профессиональном боксе.

## Биография
Даррен Тилл родился 24 декабря 1992 года в Ливерпуле, Англия. В возрасте двенадцати лет начал серьёзно заниматься тайским боксом, с пятнадцати лет выступал на крупных соревнованиях. В семнадцать лет присоединился к местной бойцовской команде Team Kaobon, где тренировался уже как боец ММА. Провёл несколько любительских поединков, во всех одержав победу.
В августе 2012 года произошёл инцидент, в результате которого Тилл ввязался в драку с несколькими людьми на вечеринке и получил два ножевых ранения в спину. Он находился на грани жизни и смерти, поскольку одна из ран оказалась очень глубокой, нож прошёл буквально в миллиметре от жизненно важной артерии. После этого происшествия тренер посоветовал ему отправиться тренироваться в Бразилию, поскольку жизнь в Ливерпуле была сопряжена с подобными разрушительными для него вещами. Таким образом, Тилл стал членом бразильской бойцовской команды Astra Fight Team из штата Санта-Катарина. Изначально он планировал пробыть здесь около шести месяцев, но в конечном счёте задержался в Бразилии на три с половиной года.

## Личная жизнь
За время проживания в Бразилии в 2013—2016 годах Тилл достаточно хорошо выучил португальский язык — может изъясняться на нём так же как и на своём родном английском. В Бразилии у него осталась дочь, рождённая от местной бразильянки — лицо этой женщины вытатуировано у него на левой руке.

## Начало карьеры в ММА
Именно в Бразилии в феврале 2013 года Даррен Тилл дебютировал в смешанных единоборствах на профессиональном уровне. Он дрался достаточно часто, так, за один только 2013 год провёл восемь боёв и во всех одержал победу, при этом семерых соперников нокаутировал. Изначально выступал в средней весовой категории, но в 2014 году решил спуститься в полусредний вес.

## Выступления в UFC
Дебютный бой с Вэнделлом Оливейрой
Имея в послужном списке двенадцать побед без единого поражения, Тилл привлёк к себе внимание крупнейшей бойцовской организации мира Ultimate Fighting Championship и в мае 2015 года благополучно дебютировал здесь — вышел на коротком уведомлении против бразильца Вендела ди Оливейры (узнал о бое всего за девять дней до его начала) и нокаутировал его во втором раунде.
В октябре 2015 года вышел в октагон против датчанина Николаса Дальби — противостояние между ними продлилось всё отведённое время, в итоге решением большинства судей была зафиксирована ничья. Оба бойца удостоились награды за лучший бой вечера.
Из-за травмы плеча и разных личных обстоятельств Тилл достаточно долго ни с кем не дрался. Наконец, в мае 2017 года состоялся его бой с малоизвестным немцем тунисского происхождения Йессином Айари. Английский боец не уложился в лимит полусреднего веса, показав превышение около пяти фунтов, и вынужден был отдать 20 % своего гонорара в пользу соперника. Он объяснил провал на взвешивании тем фактом, что в его жизни уже давно не было боёв, и тело не отвечало на сгонку так, как это было раньше. При всём при том, он уверенно превзошёл Айари по очкам и выиграл единогласным решением судей.
В августе 2017 года Тилл подписал новый контракт с UFC, рассчитанный на пять поединков, после чего взял верх над такими известными бойцами как Боян Величкович и Дональд Серроне — во втором случае получил бонус за лучшее выступление вечера.

#### Претенденский бой с Томпсоном
В мае 2018 года на домашнем турнире в Ливерпуле в главном событии вечера Даррен Тилл встретился с первым номером рейтинга полусреднего веса UFC американцем Стивеном Томпсоном. Он вновь не уложился в вес, превысив лимит на три с половиной фунта — после переговоров с командой Томпсона бой было решено провести в промежуточном весе, при этом в день боя Тилл не должен был весить более 85,3 кг, кроме того, 30 % его гонорара перешли американцу. Тилл справился с установленным требованием, хотя весогонка далась ему очень тяжело. В итоге бой продлился все пять раундов, и судьи единогласным решением отдали победу Тиллу. Решение получилось весьма спорным, так, в соответствии со статистикой MMADecisions.com 22 из 25 экспертов признали победителем в этом бою Томпсона. Так или иначе, победа над Стивеном Томпсоном позволила Тиллу подняться до второй строки рейтинга полусредневесов UFC.

#### Чемпионскиий бой с Вудли
Тилл в конце концов удостоился права оспорить титул чемпиона UFC в полусреднем весе, принадлежавший американцу Тайрону Вудли. Чемпионский поединок между ними состоялся в сентябре 2018 года, во втором раунде 36-летний Вудли принудил англичанина к сдаче с помощью удушающего приёма д’Арси, тем самым нанеся ему первое поражение в профессиональной карьере.
16 марта 2019 года на турнире UFC Fight Night: Till vs. Masvidal в Лондоне Тилл врамках полусреднего веса встретился с Хорхе Масвидалем. Тилл считался фаворитом в этом бою, однако, во втором раунде боя Масвидаль на скачке нанес мощный боковой удар рукой в голову Тилла, тем самым отправив того в глубокий нокаут и одержав победу над британцем на глазах его шокированных соотечественников. Для Тилла это стало первым поражением нокаутом за всю карьеру.
2 ноября 2019 года на турнире UFC 244 Тилл встретился с Келвином Гастелумом в средней весовой категории. Большинство свидетелей боя были возмущены тем фактом, что один из судей отдавал преимущество по очкам Гастелуму при том, что Тилл уверенно вел бой в свою пользу на протяжении всех трех раундов. Так или иначе Тилл одержал победу раздельным решением судей и вернулся на победную колею.
25 июля 2020 года встретился с главном событии UFC on ESPN 14 с экс-чемпионом Робертом Уитакером. Бой начался с тактического противостояния. Тилл взял первый раунд за счёт нокдауна в который послал локтем навстречу Уитакера. Во втором раунде уже Роберт был лучше уронив Тилла оверхэндом. После минутного контроля от Роберта в партере Тилл сумел выбраться в стойку. В третьем раунде Роберт чаще заходил в клинч, а в дистанции проводили равный бой.Четвертый раунд Тилли провёл в стойке, а Роберт работал на контратаке, в клинче и попытках перевода в партер. Пятый раунд прошел по похожему сценарию, но Тилл был менее активен. Концовку боя Уиттакер забрал за счёт успешных тейкдаунов. Судьи отдали победу Уитакеру единогласно (48 - 47).
4 сентября 2021 года в Лас-Вегасе в главном событии турнира UFC Fight Night 191 проиграл Дереку Брансону удушением сзади в 3-м раунде. Первый раунд остался за Тиллом который работал в стойке, а Брансон пытался искать успех в проходах в ноги и переводах в партер. В конце первого раунда у тилла появилась серьзная гематома которая очень мешала. В третьем раунде Тилл имел серьёзый успех - попал точным левым прямым в голову Брансона, но развить эпизод не смог. Оказавшись в партере, отдал спину и был пойман на удушающий.

#### Последний бой в UFC
10 декабря 2022-го на UFC 282 на «Ти-Мобайл Арене» в Парадайсе, США вышел на будущего чемпиона в среднем весе Дрикуса дю Плесси который на тот момент шёл в UFC на серии 3-0. Уже в первом раунде Дю Плесси был близок к досрочной победе, когда смог перевести соперника в партер. Тиллу удалось выжить и даже взять второй раунд за счёт точной работы в стойке и усталости южноафриканца. В третьем раунде Дю Плесси снова провел успешный перевод, забрал спину и провел болевой прием челюсти. Бой получил награду "Бой вечера". Через два победных боя Дрикус победит Шона Стрикленда и станет чемпионом. Тилл в начале марта 2023 года был уволен из UFC со статистикой 6 побед, 5 поражений и 1 ничья.

## Профессиональный бокс
6 июля 2024 года дебютировал в боксе с выставочного боя на турнире Social Knockout 3 в Дубае. Его соперником стал Мухаммед Мути (в ММА 2-2). Выставочное выступение законилось скандалом. Мути проигрывая бой в одном из таких эпизодов во втором раунде отвернулся от удара и принял его по касательной в область затылка. Мути упал и сигнализировал рефери о запрещенном ударе. Рефери остановил бой объявив Тилла победителем ввиду нежелания Мохаммада продолжать поединок. После чего Мути вскочил, бросился в драку на Тилла. Завязалась драка в которой участвовали представители двух команд. 
Следующий бой провел на турнире MF & DAZN X Series 20: Till vs. Taylor в Ливерпуле (Англия) 19 января 2025 года. Победил нокаутом в 6-м раунде боя 35-летнего американского бойца смешанных единоборств Энтони Тейлора (4-1). Изначально Тилл должен был встретиться с английским профессиональным боксёром Томми Фьюри (11-0, 4 КО), но бой был отменён после того, как Фьюри снялся с поединка в начале декабря.
16 мая 2025 года в Дерби (Англия) провёл второй бой в промоушене Misfits - MF & DAZN X Series 21: Till vs. Stewart и одержал вторую победу — за счёт двух нокдаунов прошёл по очкам соотечественника, так же бывшего бойца UFC Дэррена Стюарта (0-1). Бой проходил в лимите крузервейта (до 90,7 кг). Стюарт провалил начало и концовку боя когда побывал в нокдаунах в 1-м и 8-м раунде. В остальное время он ни в чём не уступал более звездному и именитому сопернику, а порой и выглядел более ярко. Счёт судей: 77 - 74, 77 - 73 и 77 - 74 в пользу экс-претендент

## Статистика в профессиональном ММА
| Боёв 24  | Побед 18 | Поражений 5 |
| -------- | -------- | ----------- |
| Нокаутом | 10       | 1           |
| Сдачей   | 2        | 3           |
| Решением | 6        | 1           |
| Ничьи    | 1        | 1           |

| Результат | Рекорд | Соперник                 | Способ                   | Турнир                                   | Дата            | Раунд | Время | Место                           | Примечание                                            |
| --------- | ------ | ------------------------ | ------------------------ | ---------------------------------------- | --------------- | ----- | ----- | ------------------------------- | ----------------------------------------------------- |
| Поражение | 18-5-1 | Дрикус дю Плесси         | Сдача (удушение сзади)   | UFC 282                                  | 10 декабря 2022 | 3     | 2:43  | Лас-Вегас, Невада, США          | Бой вечера.                                           |
| Поражение | 18-4-1 | Дерек Брансон            | Сдача (Удушение Сзади)   | UFC Fight Night: Брансон vs. Тилл        | 5 сентября 2021 | 3     | 2:13  | Лас-Вегас, Невада, США          |                                                       |
| Поражение | 18-3-1 | Роберт Уиттакер          | Единогласное решение     | UFC on ESPN: Whittaker vs. Till          | 26 июля 2020    | 5     | 5:00  | Абу-Даби, ОАЭ                   |                                                       |
| Победа    | 18-2-1 | Келвин Гастелум          | Раздельное решение       | UFC 244                                  | 2 ноября 2019   | 3     | 5:00  | Нью-Йорк, США                   | Вернулся в средний вес.                               |
| Поражение | 17-2-1 | Хорхе Масвидаль          | KO (удар рукой)          | UFC Fight Night: Till vs. Masvidal       | 16 марта 2019   | 2     | 3:05  | Лондон, Англия                  | Бой вечера.                                           |
| Поражение | 17-1-1 | Тайрон Вудли             | Сдача (удушение д’Арсе)  | UFC 228                                  | 8 сентября 2018 | 2     | 4:19  | Даллас, США                     | Бой за титул чемпиона UFC в полусреднем весе.         |
| Победа    | 17-0-1 | Стивен Томпсон           | Единогласное решение     | UFC Fight Night: Thompson vs. Till       | 27 мая 2018     | 5     | 5:00  | Ливерпуль, Англия               | Бой в промежуточном весе 78,9 кг; Тилл не сделал вес. |
| Победа    | 16-0-1 | Дональд Серроне          | TKO (удары руками)       | UFC Fight Night: Cerrone vs. Till        | 21 октября 2017 | 1     | 4:20  | Гданьск, Польша                 | Выступление вечера.                                   |
| Победа    | 15-0-1 | Боян Величкович          | Единогласное решение     | UFC Fight Night: Volkov vs. Struve       | 2 сентября 2017 | 3     | 5:00  | Роттердам, Нидерланды           |                                                       |
| Победа    | 14-0-1 | Йессин Айари             | Единогласное решение     | UFC Fight Night: Gustafsson vs. Teixeira | 28 мая 2017     | 3     | 5:00  | Стокгольм, Швеция               | Бой в промежуточном весе 79,8 кг; Тилл не сделал вес. |
| Ничья     | 13-0-1 | Николас Дальби           | Решение большинства      | UFC Fight Night: Holohan vs. Smolka      | 24 октября 2015 | 3     | 5:00  | Дублин, Ирландия                | Бой вечера.                                           |
| Победа    | 13-0   | Вендел ди Оливейра       | KO (удары локтями)       | UFC Fight Night: Condit vs. Alves        | 30 мая 2015     | 2     | 1:37  | Гояния, Бразилия                |                                                       |
| Победа    | 12-0   | Лаэрти Коста и Силва     | TKO (удары руками)       | MMA Sanda Combat                         | 9 мая 2015      | 4     | 2:01  | Апукарана, Бразилия             |                                                       |
| Победа    | 11-0   | Гильермо Мартинес Аиме   | Единогласное решение     | Arena Tour MMA                           | 20 декабря 2014 | 3     | 5:00  | Буэнос-Айрес, Аргентина         |                                                       |
| Победа    | 10-0   | Сержиу Матиас            | Сдача (удержание пальца) | Aspera Fighting Championship 14          | 29 ноября 2014  | 2     | 3:05  | Лажис, Бразилия                 | Дебют в полусреднем весе.                             |
| Победа    | 9-0    | Дейвид Каубиак           | KO (удар рукой)          | Aspera Fighting Championship 11          | 30 августа 2014 | 1     | 1:35  | Куритибанус, Бразилия           |                                                       |
| Победа    | 8-0    | Кристиану Маркесотти     | Сдача (треугольник)      | Curitibanos AMG Fight Champion           | 9 ноября 2013   | 1     | 4:45  | Куритибанус, Бразилия           |                                                       |
| Победа    | 7-0    | Эдсон Жайру да Силва     | TKO (отказ)              | Predador Campos Fight 2                  | 5 октября 2013  | 3     | 4:00  | Кампус-Новус-Паулиста, Бразилия |                                                       |
| Победа    | 6-0    | Алесандри Перейра        | KO (удар рукой)          | Encontro dos Espartanos                  | 10 августа 2013 | 3     | 2:47  | Блуменау, Бразилия              |                                                       |
| Победа    | 5-0    | Педру Келир ди Соуза     | KO (удар рукой)          | Sparta MMA 7                             | 15 июня 2013    | 2     | 1:54  | Балнеариу-Камбориу, Бразилия    |                                                       |
| Победа    | 4-0    | Паулу Батиста            | KO (удар рукой)          | Sparta MMA 6                             | 28 мая 2013     | 1     | 1:24  | Итажаи, Бразилия                |                                                       |
| Победа    | 3-0    | Жуниор Диетс             | TKO (удары руками)       | São João Super Fight: Forja de Campeões  | 4 мая 2013      | 1     | 1:24  | Сан-Жуан-Батиста, Бразилия      |                                                       |
| Победа    | 2-0    | Муриел Жиасси            | TKO (удары руками)       | Tavares Combat 6                         | 6 апреля 2013   | 2     | 2:50  | Пальоса, Бразилия               |                                                       |
| Победа    | 1-0    | Лусиану Оливейра Рибейру | Единогласное решение     | Sparta MMA 3                             | 23 февраля 2013 | 3     | 5:00  | Балнеариу-Камбориу, Бразилия    |                                                       |